# Unpuncliegut
Unpuncliegut (Hunzpunzliegut).- Pleme američkih Indijanaca, vjerojatno porodice Coahuiltecan (Swanton ih nema na listi), što je živjelo uz teksašku obalu. Sredinom 18. stoljeća njihova naselja nalazila su se duž obale Laguna Madre, to jest sadašnjem području okruga Cameron i Willacy. 

## Vanjske poveznice
- Unpuncliegut Indians